# Omari Forson
Omari Nathan Forson (Hammersmith, 20 de julho de 2004) é um futebolista inglês de ascendência ganesa que atua como ponta-direita. Atualmente joga no Monza, da Itália.

## Carreira
Tendo passado pelas categorias de base do West Ham United e do Tottenham Hotspur, Forson chegou ao Manchester United em janeiro de 2019 depois de recusar uma proposta do Arsenal, e recebendo uma bolsa de estudos dos Red Devils em 2020. Aos 16 anos, foi promovido ao time Sub-18 e, em agosto de 2021, assinou o primeiro contrato profissional.
Antes do início da temporada 2023–24, foi incluído no elenco principal que disputaria a pré-temporada. Em um amistoso contra o Leeds United, disputado na Noruega, atuou na ala esquerda e se destacou pela capacidade em enfrentar os rivais, sendo classificado como uma "ameaça constante" para a defesa do Leeds, que terminaria derrotado por 2 a 0. Ele também disputou um amistoso contra o Borussia Dortmund nos Estados Unidos, mas foi substituído aos 37 minutos após levar um cartão amarelo. Após o jogo, o técnico Erik ten Hag afirmou que Forson teria sido expulso se houvesse VAR, o que justificou a substituição.
A estreia de Forson em partidas oficiais foi na vitória por 2 a 0 sobre o Wigan Athletic, pela Copa da Inglaterra, e disputou seu primeiro jogo na Premier League em janeiro de 2024, tendo dado o passe para Kobbie Mainoo marcar o gol que daria a vitória por 4 a 3 sobre o Wolverhampton Wanderers.
Além da partida contra o Wigan, Forson atuou em outros 2 jogos na campanha do título da Copa da Inglaterra, vencida pelo United após derrotar o rival Manchester City por 2 a 1. Em junho de 2024, recusou uma proposta de renovação de contrato com os Red Devils e assinou sem custos com o Monza por 4 temporadas.

## Seleção Nacional
Elegível para defender Inglaterra ou Gana em nível internacional, Forson é convocado para as seleções de base do English Team desde 2019.

## Títulos
Manchester United Sub-18
- FA Youth Cup: 2021–22[17]

Manchester United
- Copa da Inglaterra: 2023–24[carece de fontes?]